# Dieter Kugele
Dieter Kugele (* 1944 in Seekirchen) ist ein deutscher Jurist und ehemaliger Richter am Bundesverwaltungsgericht.

## Leben
Nach dem Studium der Rechtswissenschaften, der Volkswirtschaftslehre und der Politikwissenschaft an der Ludwig-Maximilians-Universität München folgte das Referendariat und 1974 das Zweite Juristische Staatsexamen. Anschließend wurde er Regierungsrat zur Anstellung bei der Regierung von Schwaben. 1975 wurde er zunächst an die Landesanwaltschaft München und dann an die Landesanwaltschaft Bayern abgeordnet. 1976 promovierte er zum Thema Der politische Beamte zum Doktor der Staatswissenschaften an der Universität München. 1979 erfolgte die Ernennung zum Landesanwalt. Kurz danach wurde er zum Oberregierungsrat ernannt und an das Landratsamt Starnberg versetzt. Es folgte ab 1981 eine Tätigkeit beim Bayerischen Landtag. 1984 kehrte er zur Landesanwaltschaft zurück und wurde im August 1984 Oberlandesanwalt. 1989 wurde er zum Richter am Bayerischen Verwaltungsgerichtshof ernannt und 1992 zum Richter am Bundesverwaltungsgericht gewählt.
Am Bundesverwaltungsgericht gehörte Kugele ab dem 3. August 1992 dem für das Verkehrsrecht, das Flurbereinigungsrecht sowie das Recht der Ausbildungs-, Graduierten- und Berufsbildungsförderung zuständigen 11. Revisionssenat an. Sechs Jahre später wurde er Mitglied des 2. Revisionssenat, der sich mit dem Recht des Öffentlichen Dienstes befasst. 2007 wurde er Stellvertretender Vorsitzender des 2. Revisionssenates. Nach dem Juni 2009 begann Kugeles Ruhestand. Seit 2012 ist er als Rechtsanwalt in München tätig.
Kugele wurde am 1. Oktober 2007 zum Honorarprofessor der Universität Leipzig für Verwaltungswissenschaft ernannt. Er ist Mitherausgeber eines Kommentars für Verwaltungsrecht in Bayern und Herausgeber und Autor von online-Kommentaren zur Verwaltungsgerichtsordnung, zum Verwaltungsverfahrensgesetz, zum Verwaltungszustellungsgesetz und zum Bundesgleichstellungsgesetz sowie dem E-Government-Gesetz.